# Диметилбериллий
Диметилбериллий — металлоорганическое соединение бериллия с формулой Be(CH3)2, бесцветные кристаллы, самовоспламеняется на воздухе, реагирует с водой.

## Получение
- Реакция хлорида бериллия с реактивом Гриньяра в атмосфере водорода или азота:

{\displaystyle {\mathsf {BeCl_{2}+CH_{3}MgI\ {\xrightarrow {}}\ Be(CH_{3})_{2}+MgCl_{2}+MgI_{2}}}}

## Физические свойства
Диметилбериллий образует бесцветные кристаллы, которые самовоспламеняется на воздухе, реагируют с водой.
В твёрдом состоянии представляет собой линейный полимер.
Растворяется в диэтиловом эфире.

## Химические свойства
- Реагирует с водой:

{\displaystyle {\mathsf {Be(CH_{3})_{2}+H_{2}O\ {\xrightarrow {}}\ Be(OH)_{2}+2CH_{4}\uparrow }}}
- Реагирует с алюмогидридом лития:

{\displaystyle {\mathsf {2Be(CH_{3})_{2}+LiAlH_{4}\ {\xrightarrow {}}\ 2BeH_{2}+LiCH_{3}+Al(CH_{3})_{3}}}}
- Горит в углекислом газе:

{\displaystyle {\mathsf {Be(CH_{3})_{2}+CO_{2}\ {\xrightarrow {}}\ Be(CH_{3}COO)_{2}}}}